# Roland Alexander
Roland E. Alexander (Boston, 25 september 1935 – Brooklyn, 14 juni 2006) was een Amerikaanse jazzmuzikant (saxofoon, mondharmonica, piano).

## Biografie
Roland Alexander studeerde muziek aan het conservatorium in Boston en ging in 1958 naar New York, waar hij speelde met muzikanten uit het hardbop-circuit als John Coltrane, Philly Joe Jones, Mal Waldron, Roy Haynes, Max Roach, Blue Mitchell en Sonny Rollins.
In 1969 voegde hij zich bij de band 360 Degree Music Experience van Beaver Harris en Grachan Moncur III en concentreerde hij zich op de freejazz. Onder zijn eigen naam speelde hij de twee albums Pleasure Bent (1961) met Marcus Belgrave en in 1978 Live at the Axis in met Kalaparusha Maurice McIntyre en Malachi Thompson. Hij werkte verder in het Brooklyn Repertory Ensemble. Alexander was ook betrokken bij plaatopnamen van Eddie Gale, Charlie Persip, Dollar Brand (Abdullah Ibrahim) (African Space Program, 1973), Paul Chambers, Howard McGhee (Dusky Blue, 1960), Teddy Charles, James Spaulding (Songs of Courage, 1991) en Sam Rivers en begeleidde de zangers Frank Minion en Betty Blake.
De drummer Taru Alexander is zijn zoon.